# Antoon Snels
Antonius Dionisius Cornelis (Antoon) Snels (Dongen, 2 februari 1895 – aldaar, 11 april 1963) was een Nederlands politicus van de KVP.
Hij werd geboren als zoon van Thomas Nicolaas Snels (1857-1931) en Dimphena Maria Antonetta Akkermans (1854-1927). Na de hbs in Dongen volgde A.D.C. Snels een opleiding in de elektrotechniek waarna hij in zijn geboorteplaats een technisch bureau begon. Daarnaast was hij betrokken in de plaatselijke politiek. Zo kwam hij in 1925 in de gemeenteraad van Dongen waar hij ook wethouder is geweest. Verder is hij lid geweest van de Provinciale Staten van Noord-Brabant. In november 1948 werd Snels benoemd tot burgemeester van Drunen wat hij tot zijn pensionering in 1960 zou blijven. Drie jaar later overleed hij op 68-jarige leeftijd. In Drunen is naar hem de Burgemeester Snelsstraat vernoemd.